# Юговка
Ю́говка (рос. Юговка) — селище у складі Червоногвардійського району Оренбурзької області, Росія.

## Населення
Населення — 173 особи (2010; 200 у 2002).
Національний склад (станом на 2002 рік):
- росіяни — 55 %